# Lionhead Studios
Lionhead Studios — ныне закрытая студия по производству консольных и компьютерных игр, основанная Питером Молиньё в 1997 году в Лондоне. С 2006 года являлась субъектом Microsoft Game Studios.
В 2001 году при содействии с Electronic Arts была выпущена игра Black & White популярность которой принесла славу создателям игры. Именно этому успеху Молиньё обязан больше всего.
7 марта 2016 года стало известно о том, что идут переговоры о закрытии студии, и остановлена разработка проекта студии Fable Legends.
29 апреля 2016 года студия объявила о своём закрытии.

## Выпущенные игры
- 2001 — Black & White (Windows, Mac OS X)
- 2002 — Black & White: Creature Isle (дополнение; Windows, Mac OS X)
- 2004 — Fable (Xbox, Windows)
- 2005 — Fable: The Lost Chapters (Windows, Mac OS X, Xbox)
- 2005 — Black & White 2 (Windows, Mac OS X)
- 2005 — The Movies (Windows, Mac OS X)
- 2006 — Black & White 2: Battle of the Gods (дополнение; Windows, Mac OS X)
- 2006 — The Movies: Stunts & Effects (дополнение; Windows, Mac OS X)
- 2008 — Fable II (Xbox 360)
- 2009 — Fable II: Knothole Island (дополнение)
- 2009 — Fable II: See the Future (дополнение)
- 2010 — Fable III (Xbox 360, Windows)
- 2012 — Fable Heroes (Xbox 360)
- 2012 — Fable: The Journey (Xbox 360, Kinect)
- 2014 — Fable Anniversary (Windows, Xbox 360)

## Отменённые проекты
- Fable Legends (Xbox One, PC)
- Fable II (PC)[3]
- BC (Xbox)
- Creation также называемый как Dimitri[4]
- InkQuest[5]
- Unity (GameCube)
- Black & White: Titan (Xbox, PlayStation 2)
- Black & White (PlayStation, Dreamcast)
- Black & White 3 (PC)
- The Movies (GameCube, Xbox, PlayStation 2)
- Milo & Kate (Xbox 360 Kinect)